# Niveladores
Niveladores (em inglês: Levellers) eram um importante partido político na Inglaterra durante o período da Guerra Civil (1642–1651) e a Comunidade (1649–1660). Surgiram entre os agitadores, homens de forte visão republicana, e seu nome aparece pela primeira vez numa carta de 1 de novembro de 1647, embora antes dessa data seu nome era um apelido. Segundo a carta, "deram-se um novo nome (…) porque pretendiam colocar as coisas no lugar certo, e trazer paridade e comunidade no reino." Segundo o historiador Christopher Hill, "em Londres, surgiu um partido político representante das ideias dos pequenos produtores, que entrou em contato com a agitação do exército. Eram os Niveladores."

## História
Tornaram-se proeminentes pela primeira vez em 1647 durante as negociações prolongadas e insatisfatórias entre o rei Carlos I (r. 1625–1649) e o parlamento enquanto as relações entre o último e o exército estavam tensas. Como os agitadores, estiveram sobretudo entre os soldados e opunham-se à realeza. Temiam que Oliver Cromwell e demais líderes do parlamento eram complacentes aos pedidos de Carlos e duvidaram da sinceridade deles. Sob comando de João Lilburne, apresentaram o manifesto O Caso do Exército que leram ao comandante-em-chefe Tomás Fairfax em outubro. Exigiram a dissolução do parlamento dentro de um ano e mudanças substanciais na constituição de futuros parlamentos, que seria regulada por uma "lei suprema" inalterada. Num segundo documento, O Acordo do Povo, expandiram suas ideias, que foram discutidas por Cromwell, Henrique Ireton e outros oficiais de um lado e João Wildman, Tomás Rainsborough e Eduardo Sexby do outro. Nenhum acordo foi feito. Alguns niveladores conclamaram a morte do rei e em novembro, logo após sua fuga da Corte de Hampton ao Castelo de Carisbrooke, foram responsáveis pelo motim que eclodiu em 2 regimentos, no Campo de Corkbush, perto de Ware, suprimido por Cromwell. Durante os 12 meses anteriores à execução do rei, os niveladores participaram na agitação em favor das ideias expressas no Acordo do Povo, e em janeiro Lilburne foi preso por usar linguajar sedicioso em reunião em Londres. Esses e outros esforços falharam e só resultaram no aumento da suspeita dos niveladores em relação a Cromwell.
No começo de 1649, logo após a morte do rei, os niveladores renovaram sua atividade. Eram numerosos e perigosos e se ergueram, diz Gardiner, "por um exagero da doutrina da supremacia parlamentar." Num panfleto, As Novas Correntes da Inglaterra, Lilburne pediu a dissolução do conselho de Estado e um novo e reformado parlamento. Depois fez a segunda parte das Novas Correntes; seus escritos foram declarados traição pelo parlamento e em março ele e três outros niveladores importantes (Ricardo Overton, Guilherme Walwyn e Tomás Prince) foram presos. O descontentamento que se espalhou no exército aumentou quando certos regimentos receberam ordens para ir à Irlanda, e em abril houve uma reunião em Londres; foi rapidamente debelada por Fairfax e Cromwell, e seu líder, Roberto Lockyer, foi alvejado. Revoltas em Burford e Banbury também foram suprimidas sem sérias dificuldades, e o problema nivelador foi praticamente encerrado. Gradualmente tornaram-se menos proeminentes, mas sob a Comunidade fizeram avanços frequentes ao exilado rei Carlos II, e houve algum perigo nivelador no começo de 1655, quando Wildman foi preso e Sexby escapou da Inglaterra. A marca distintiva dos niveladores era uma fita verde marinha.
O nome foi reutilizado entre 1649-1650 pelos chamados escavadores. Em setembro de 1654, Cromwell atacou os niveladores em seu discurso ao parlamento. Ele disse:
| “ | Nobre, cavalheiro, yeoman; a distinção desses; que é um bom interesse da nação, e um grande. A magistratura 'natural' da nação foi que nem sempre foi pisoteada, sob pena e desprezo, por homens de princípios niveladores? Eu imploro, pelas ordens e posições dos homens, o princípio nivelador não pretendia reduzir todos a uma igualdade? Pensou "conscientemente" em fazê-lo; ou "apenas inconscientemente" praticou isso por propriedade e interesse? 'Em todo caso', qual foi o significado disso que não tornar o inquilino como liberal uma fortuna como senhorio? O que, penso eu, se obtido, não duraria muito. | ” |

Em 1724, houve uma revolta contra as prisões em Galoway, e alguns homens que tomaram parte disso foram chamados niveladores ou quebradores de diques (dykebreakers). A palavra foi também usada na Irlanda durante o século XVIII para descrever uma sociedade revolucionária secreta similar aos homens brancos.